# 여정편모충속
여정편모충속(Trichonympha)은 많은 동물, 대부분은 아니지만 흰개미 내장에서 기생하는 원생생물 속의 일종이다. 믹소트리카 파라독사(Mixotricha paradoxa)와 매우 유사하다. 기민여정편모충(Trichonympha agilis japonica)과 이상여정편모충(Trichonympha mirabilis) 등을 포함하고 있다.